# Костюченко, Ольга Викторовна
Ольга Викторовна Костюченко (род. 1976) — украинский мастер народного творчества, мастер украинской вышивки, набойки, писанки.
Член Национального союза мастеров народного искусства Украины с 2004 года.

## Биография
Родилась 9 августа 1976 года в Чернигове.
Окончила индустриально-педагогический факультет Черниговского национального педагогического университета им. Тараса Шевченко. Училась народному искусству у Наталии Черняк. Овладела такими техниками как: вырезание (техника прозрачного белого шитья), выбивка, вышивка гладью, штаповка, зерновой вывод, вышивка крестом и другие.
Ольга Костюченко занимается возрождением и развитием черниговских традиций в вышивке и писанке. Является участницей многих областных, всеукраинских и международных выставок народного искусства, этнографических фестивалей, праздников и ярмарок. Победительница всеукраинской выставки-конкурса «Украинский вышитый рушник» в номинации «Лучшие молодые мастера» с работой «Сіверянське весілля». Победительница международного конкурса мастеров традиционного и современного художественного росписи «Фарбы небясоў», который проходит в рамках международного фестиваля искусств «Славянский базар в Витебске», в номинации «Набойка» (первое место, 2014 год).
Ольга Викторовна является также лауреатом городского конкурса «Женщина года — 2015», лауреатом Черниговской областной премии имени Михаила Коцюбинского и лауреатом Всеукраинской молодёжной премии имени Константина Широцкого. 2012 году была удостоена стипендии Президента Украины для молодых мастеров народного искусства.
Замужем, сын Демьян.

## Творчество
Работы О. В. Костюченко находятся в музеях Украины, а также зарубежных и частных коллекциях Европы и Соединенных Штатов Америки.
- Некоторые работы